# 申承煥
申承煥（韓語：신승환，1978年12月12日—），韓國男演員。

## 演出作品

### 電視劇
- 2001年：SBS《鋼琴》
- 2003年：MBC《茶母》飾演 安炳澤
- 2003年：MBC《Argon》
- 2004年：MBC《說你愛我》
- 2008年：SBS《不汗黨》飾演 黑幫討債
- 2008年：KBS《最強七友》
- 2008年：SBS《老千》飾演 高尼朋友
- 2010年：MBC《被稱為神的男子》飾演 黃博
- 2010年：SBS《Giant》飾演 廉時德
- 2010年：SBS《大物》飾演 金哲奎
- 2011年：SBS《Midas》飾演 在福
- 2011年：KBS《間諜明月》飾演 方克奉
- 2011年：SBS《樹大根深》飾演 博蒱
- 2012年：Channel A《不朽的名作》飾演 黃琴鎬
- 2012年：SBS《時尚王》飾演 張一國
- 2012年：MBC《I do I do》飾演 李聰白
- 2012年：KBS《田禹治》飾演 頓開
- 2013年：KBS《廣告天才李太白》飾演 申東勳
- 2013年：SBS《出生的祕密》飾演 鐘泰
- 2013年：MBC《奇皇后》飾演 小滑頭（客串）
- 2014年：KBS《感激時代：鬪神的誕生》飾演 張石頭
- 2014年：MBC《Triangle》飾演 楊章秀
- 2014年：KBS《鋼鐵人》飾演 金承煥
- 2015年：MBC《輝煌或瘋狂》飾演 吉福
- 2015年：KBS《守護家族》飾演 鄭太真
- 2015年：KBS《蒙面檢察官》飾演 老師
- 2015年：SBS《Mrs. Cop》飾演 裴達煥
- 2016年：SBS《Mrs. Cop 2》飾演 裴達煥（客串）
- 2016年：MBC《Monster》飾演 楊東伊
- 2016年：tvN《話劇結束之後》
- 2016年：SBS《浪漫醫生金師傅》飾演 患者（客串）
- 2017年：OCN《Voice》飾演 沈映雲（客串）
- 2017年：KBS《最佳的一擊》飾演 講師（特別出演）
- 2018年：JTBC《加油吧威基基》飾演 閔秀峰（客串）
- 2018年：OCN《小神的孩子們》
- 2019年：SBS《VAGABOND》飾演 金世勳
- 2019年：TV朝鮮《Leverage：詐騙操作團》飾演 白仁浩
- 2020年：OCN《如實陳述》飾演 嚴修卓（客串）
- 2020年：TVN《黑道律師文森佐》蘇律師（客串）
- 2021年：KBS《警察課程》飾演 高德培
- 2022年：MBC《黑話律師》飾演 Peter Hong（特別出演）
- 2022年：KBS2《依法相愛吧》飾演 吉社長
- 2022年：Disney+ 《爭鋒相辯》飾演 郭社長
- 2022年：KBS2《真劍勝負》飾演 柳鎮哲

### 電影
- 2002年：《向左愛向右愛》飾演 民植
- 2003年：《我的野蠻初戀》
- 2004年：《瘋狂黑社會》
- 2009年：《梨泰院殺人事件》
- 2011年：《我的黑色迷你洋裝》
- 2012年：《共謀者》
- 2013年：《偷心賊》
- 2014年：《技術者們》
- 2015年：《Veteran》
- 2017年：《一級機密》飾演 鄭寅國
- 2018年：《致命目擊》飾演 朴尚泰
- 2020年：《黄金之旅》
- 2021年：《江陵》
- 2022年：《非常杀手》饰演 朴亨柱
- 2023年：《恶魔们》饰演 锡万
- 2024年：《殊死追踪》饰演 国社长

## 外部連結
- 申承煥的Instagram帳戶
- 申承煥在NAVER上的资料
- 申承煥在韩国电影数据库（KMDb）上的資料（韓語）
- 申承煥在互联网电影资料库（IMDb）上的資料（英文）